# Ted Hooper (athlétisme)
Pour les articles homonymes, voir Ted Hooper (écrivain britannique).
Ted Hooper (né le 31 janvier 1991) est un athlète américain, spécialiste du saut en longueur. Il représente Taïwan.
Le 1er mai 2015, il bat son record en 8,08 m à Irvine. Il remporte la médaille d'argent lors des Championnats d'Asie d'athlétisme 2015 à Wuhan le 4 juin 2015.
Il réside à Arcadia (Californie) et il est étudiant à l'université de Californie à Riverside.